# Козюбра Микола Іванович
Козюбра Микола Іванович (28 листопада 1937, с. Тетерівка — 29 березня 2025) — український правник, суддя Конституційного Суду України у відставці, член-кореспондент Національної академії правових наук України, доктор юридичних наук (1981), професор (1986). Заслужений юрист України (1997), один із засновників сучасних українських наукових шкіл філософії права та конституційного права. Брав участь у розробці проєктів Декларації про державний суверенітет України, Конституції України, інших законопроєктів.

## Біографія

### Рання біографія, освіта, трудовий шлях
Народився 28 листопада 1937 року в с. Тетерівка Жашківського району Київської (нині — Черкаської) області в сім'ї службовців.
Трудову діяльність розпочав робітником 4-ї взуттєвої фабрики м. Києва (1955).
У 1956—1961 рр. навчався на юридичному факультеті Київського державного університету імені Тараса Шевченка, після закінчення якого працював в органах МВС УРСР на Вінниччині та в Києві на посадах оперуповноваженого дізнання, слідчого, старшого слідчого.

### Шлях у науці
З 1965 року М. І. Козюбра працював в Секторі, а пізніше — Інституті держави і права АН УРСР: аспірант (1965—1967), молодший науковий співробітник (1967—1972), старший науковий співробітник (1972—1982), заступник завідувача відділу, завідувач відділу теорії держави і права (1982—1990).
У 1968 році захистив дисертацію на здобуття наукового ступеня кандидата юридичних наук на тему: «Переконання і примус в радянському праві» (спеціальність 12.00.01), у 1980 — дисертацію на здобуття наукового ступеня доктора юридичних наук на тему: «Взаємодія соціалістичного права і суспільної свідомості» (спеціальність 12.00.01). Науковий ступінь доктора юридичних наук присуджено у 1981. Вчене звання професора присвоєно у 1986.
У 1990—1996 роках завідував кафедрою теорії та історії держави і права Київського національного університету імені Тараса Шевченка.
1993 року його обрано дійсним членом Української академії політичних наук, 1996 року — членом-кореспондентом Національної академії правових наук України.
З 2003 р. і до смерті працював в Національному університеті «Києво-Могилянська академія» професором факультету правничих наук, завідувачем кафедри загальнотеоретичних та державно-правових наук, був керівником магістерської програми (правознавство).
Найкращий викладач НаУКМА 2012 року.
М. І. Козюбра був науковим консультантом та керівником при підготовці 10 докторських і понад 30 кандидатських дисертацій з історії, теорії, філософії права, порівняльного правознавства, конституційного права.

## Діяльність у Конституційному Суді України
З 27 вересня 1996 по 16 січня 2003 року Микола Іванович Козюбра був суддею Конституційного Суду України першого скликання (за квотою Президента України).
Його називали неформальним лідером КСУ першої каденції. Він був доповідачем у першій справі КСУ, а в багатьох справах виступав неформальним «науковим консультантом».
Його блискучі доповіді в Конституційному суді України з питань Уповноваженого Верховної Ради України з прав людини, депутатської недоторканності, сумісності посад народного депутата України, багатьох інших питань увійшли до золотої скарбниці конституційно-правової теорії.

## Законопроєктна діяльність
Паралельно з науковою та викладацькою діяльністю М. І. Козюбра бере участь у законотворчій діяльності як науковий експерт Верховної Ради України, працював над Декларацією про державний суверенітет України, став одним з авторів проєкту Конституції України (1994—1996).
Був членом Конституційної асамблеї при Президентові України, однак після силового розгону Євромайдану в ніч на 30 листопада 2013 року вийшов з її складу.

## Громадсько-наукова діяльність
Микола Іванович Козюбра є членом двох спеціалізованих учених рад із захисту докторських і кандидатських дисертацій, головним редактором журналу «Українське право» (з 1996 р.), головою редколегії «Наукових записок НаУКМА. Юридичні науки», співголовою наукової ради журналу «Вибори та демократія», членом редколегії часописів «Проблеми філософії права», «Порівняльне правознавство», «Науковий вісник Чернівецького національного університету», «Вісник Вищого адміністративного суду України», «Право України» та інших науково-практичних видань.
Брав участь у Національній комісії зі зміцнення демократії та утвердження верховенства права; Науково-консультативній раді при ВАСУ, Національній раді з питань державного управління та місцевого самоврядування при Президентові України.
Член Конкурсної комісії Міністерства освіти і науки України з відбору виконавців державного замовлення на підготовку фахівців, наукових, науково-педагогічних та робітничих кадрів, підвищення кваліфікації та перепідготовку кадрів у 2014 році.
У квітні 2013 року заснував Іменний фонд професора М. І. Козюбри на Факультеті правничих наук НаУКМА для студентів-правників з метою стимулювання наукової роботи серед студентів та заохочення їх до публікації своїх робіт у наукових виданнях.
27 січня 2014 увійшов до складу новоствореної Комісії з розслідування порушень прав людини в Україні. Мета цієї Комісії — розслідування порушень прав людини під час Європейської революції, починаючи з 30 листопада 2013 року, в тому числі вбивств, калічень, катувань та викрадень учасників протестів.
2 вересня 2015 разом з іншими авторитетними громадськими діячами закликав (у зв'язку з кривавими подіями біля Верховної Ради) не вносити змін до Конституції, допоки на Донбасі тривають військові дії.
Член Комісії з питань правової реформи з 7 серпня 2019.

## Наукові переконання. Основні праці
Микола Іванович Козюбра сягнув вершин теоретичної юриспруденції. Його вважають автором чи не однієї з перших робіт із філософії права в радянській українській правовій науці. У радянський період він відстоював так зване «широке праворозуміння» (що протиставляється нормативізму). У радянській науці він поставив нову, та й нині актуальну, проблему взаємозв'язків права та суспільної свідомості, права у різних формах буття.
На той час у правовій науці домінувала суто нормативістська концепція права, яка розглядала право як сукупність норм, установлених державою. Розширення розуміння права за рахунок включення у визначення права прав і обов'язків особи, правосвідомості, правовідносин, з одночасною відмовою від абсолютного ототожнення права з державними приписами, сприяло розгляду права в дії, а тим самим виходу за межі вузьконормативного сприйняття права.
Микола Іванович торкається надзвичайно широкого кола проблем правової науки (це, зокрема, співвідношення верховенства права і правової державності, розвиток юридичної методології і джерельної бази права, Конституції України і Конституції Пилипа Орлика, напрямки вдосконалення судової системи та багато інших). Його доробок характеризується високим теоретичним рівнем осмислення, сутнісним прирощенням наукових результатів. Він вважається одним із засновників сучасних українських наукових шкіл філософії права та конституційного права.
М. І. Козюбра опублікував понад 250 наукових праць. Найвизначнішими серед них є:
- Убеждение и принуждение в советском праве (1970)
- Социалистическое право и общественное сознание (1979)
- Правове виховання (1985)
- Демократия и перестройка (у співавт., 1988)
- Конституційне право України (у співавт., 1999)
- Основи конституційного права України (у співавт., 2001)
- Права громадян у сфері виконавчої влади: адміністративно-правове забезпечення реалізації та захисту (у співавт., 2007)
- Принцип верховенства права у діяльності держави та в адміністративному праві (у співавт., 2008)
- Правова система України: історія, стан та перспективи (у співавт., 2008)
- Принцип верховенства права і судова влада (2011)
- Основні форми буття права та взаємовідносини між ними (2011)
- Правопонимание: понятие, типы и уровни (2011)
- Права человека и верховенство права (2011)
- Верховенство права, правова і соціальна держава: співвідношення: колективна монографія (у співавт., 2012).

Окремо слід відзначити збірник наукових статей, виданий до 75-річного ювілею М. Козюбри «Загальнотеоретичне правознавство, верховенство права та Україна» (К.: Дух і літера, 2013).

## Нагороди, відзнаки, почесні звання
У хронологічному порядку:
- Почесна відзнака Президента України (1996)[18]
- Заслужений юрист України (1997)[19]
- Орден «За заслуги» II ступеня (2001)[20]
- Почесна грамота Верховної Ради України (2002)
- Почесна грамота Кабінету Міністрів України (2006)
- Орден князя Ярослава Мудрого V ступеня (2007)[21]
- Почесна відзнака Асоціації працівників України «За честь та професійну гідність» (2011)
- Почесна відзнака Верховного Суду України «За вірність закону» (2012)
- Орден «За заслуги» I ступеня (2015)[22].